# Mounio
Mounio (auch: Munio, Muniyo) ist eine Landschaft in Niger und eine ehemalige Provinz des Reichs Bornu. 

## Geographie
Mounio liegt im Südosten Nigers an der Grenze zu Nigeria. Es entspricht territorial ungefähr dem Departement Gouré. Landschaftlich ist das Gebiet von einer Reihe von Granit-Massiven geprägt, die dermaßen von Sand bedeckt sind, dass nur ihre Spitzen in Form einzelner Felsblöcke herausragen. Im Osten geht Mounio in die Landschaft Manga über.

## Geschichte

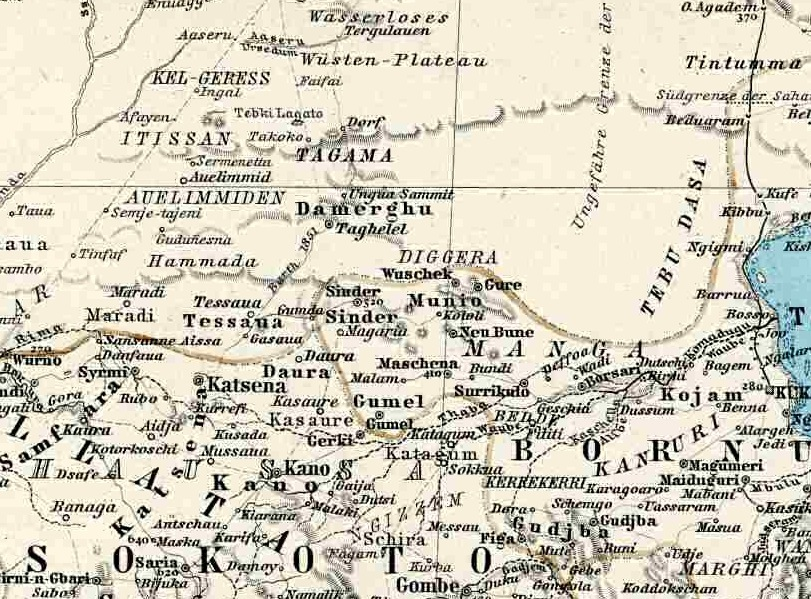
Munio und Umgebung. Kartenausschnitt aus Stielers Hand-Atlas (1891)

Das Gebiet von Mounio kam Ende des 16. Jahrhunderts zu Bornu, als dessen Sultan Idrīs Alaoma sein Reich Richtung Westen vergrößerte. Als zu Beginn des 17. Jahrhunderts das dort gelegene, heute nicht mehr bestehende Dorf Birni N’Gafata von Tuareg aus dem Gebirge Koutous im Norden überfallen wurde, wandte sich der Dorfchef Dagalama hilfesuchend an den Sultan von Bornu. Dieser schickte ihm Saémi mit, einen Herrscher aus Mandara, der sich im Exil am Hof von Bornu aufhielt. Saémi schlug die Tuareg zurück und bemächtigte sich selbst des Dorfs Birni N’Gafata, während Dagalama sich fortan mit der Herrschaft über ein Gebiet westlich des Dorfs begnügen musste. Saémi befestigte Birni N’Gafata und begründete Mounio als politisch einheitliches Territorium. Um das Jahr 1700 war Mounio im Norden vom Koutous, im Osten von den Gebieten am Ufer des Tschadsees, im Süden vom Sultanat Machina und im Westen von Guidimouni begrenzt.
Saémis Sohn Kagou Larémi regierte sechs Jahre lang und dessen Sohn Douna Fannami acht Jahre lang. Darauf folgte die 44 Jahre währende Herrschaft von Kiari, Douna Fannamis Sohn. Unter Kiaris Brüdern und Söhnen wurde Mounio in diverse kleine Herrschaftsbereiche zersplittert. Einer davon befand sich im Dorf Bouné von Hadji Goarimi, genannt Makama. Dessen Sohn Ibrahim begann die Einheit der Provinz wiederherzustellen, indem er nach und nach die von seinen Familienmitgliedern beherrschten Gebiete annektierte. Bouné wurde zum neuen Hauptort Mounios. Ibrahim starb beim erfolglosen Versuch, das Sultanat Machina zu erobern. Im ersten Drittel des 19. Jahrhunderts setzte Ibrahims Sohn Kosso die Unterwerfungspolitik seines Vaters fort. Kosso wollte vom Sultan von Bornu formell als Herrscher von Mounio eingesetzt werden und sandte diesbezüglich seinen Onkel Galajé an den Hof des Sultans. Galajé gelang es jedoch, selbst vom Sultan zum Herrscher von Mounio ernannt zu werden, und vertrieb mit einem Heer aus Bornu Kosso ins Exil nach Hadejia. Galajé regierte vier Jahre lang in Bouné. Kosso unterstützte unterdessen den Herrscher von Nguru bei einem Aufstand gegen Bornu, wurde jedoch vom Sultan begnadigt. Durch eine hohe Tributzahlung und geschickte Diplomatie schaffte er es, dass der Sultan von Bornu Galajé befahl, zugunsten Kossos abzudanken. Ein von Bornu aufgestelltes Heer vertrieb Galajé ins Exil nach Zinder, wo er wenig später starb.
Kosso brachte den Koutous mit dem Ort Kellé unter seine Kontrolle und machte Gouré zur neuen Hauptstadt Mounios. Er befestigte die bald rund 9000 Einwohner zählende Stadt und gründete einen insbesondere für den Sklavenhandel bedeutenden Markt. Mounio wurde in lang andauernde Auseinandersetzungen mit dem aufstrebenden Sultanat Zinder verwickelt, das den westlichsten Außenposten Bornus bildete. Sultan Ibrahim dan Sélimane und Sultan Ténimoun dan Sélimane von Zinder versuchten beide Mounio zu erobern – sehr zum Missfallen Bornus. Im Jahr 1853 besuchte der deutsche Afrikaforscher Heinrich Barth Kosso an seinem Hof in Gouré. Kosso starb 1854, sein Nachfolger wurde sein ältester Sohn Mahmadou. Sultan Ténimoun dan Sélimane von Zinder gelang es 1863 Mounio eine schwere Niederlage zuzufügen. Er ließ die Hauptstadt Gouré zerstören und Mahmadou als Gefangenen nach Zinder führen. Erst auf Befehl Bornus konnte Mahmadou nach Mounio zurückkehren. Sein Bruder Moussa konkurrierte um die Gunst des Sultans von Bornu. 1865 setzte dieser zunächst Moussa, der Gouré wieder aufbauen ließ, als Herrscher Mounios ein, dann 1868 erneut Mahmadou. Der Krieg gegen Zinder flammte 1870 wieder auf und Ténimoun dan Sélimane konnte Mahmadou gefangen nehmen und hinrichten lassen. Der Sultan von Bornu bestimmte daraufhin wieder Moussa zum Herrscher von Mounio. Die fortgesetzten Angriffe Zinders zermürbten ihn rasch und er wünschte abzudanken. Ein Vermittlungsversuch Bornus scheiterte an Zinder. Der Sultan von Bornu ernannte 1872 Moussas Bruder Hadji zum Herrscher von Mounio. Hadji gab 1874 auf und verließ das Land. Ténimoun dan Sélimane besetzte Mounio und machte es zur Provinz Zinders. Bornu konnte dem nichts mehr entgegensetzen.
Das Sultanat Zinder wurde 1899 von Frankreich erobert. Die Franzosen holten 1903 Moussa aus dem Exil und gaben ihm den Posten eines Ortschefs (chef traditionnel) von Gouré.